# Stephenson-Gletscher
Der Stephenson-Gletscher ist ein Gletscher im Osten der Insel Heard im südlichen Indischen Ozean. Er mündet  westlich der Dovers-Moräne in die Stephenson-Lagune.
Wissenschaftler der Australian National Antarctic Research Expeditions nahmen 1948 eine Vermessung vor. Das Antarctic Names Committee of Australia benannte ihn nach dem australischen Geologen Philip Jon Stephenson (1930–2011), der 1963 auf Heard tätig war.
Der Stephenson-Gletscher ist von der weltweiten Gletscherschmelze betroffen: Für ihn wurde im Zeitraum 1947–2019 ein Rückgang der Gletscherzunge um 5841 m verzeichnet; der größte Rückgang aller Gletscher auf Heard. Allein zwischen 1988 und 2019 betrug der Rückgang 5541 m. In den 1950er-Jahren hatte der Gletscher eine, in Relation zu seinem kleinen und steilen Akkumulationsgebiet, mit damals ca. 5,5 km relativ lange Gletscherzunge, die auf der relativ flach auslaufenden Ostseite der Heard-Insel bis ins Meer reichte. Dies und hohe Ablationsraten, das Abschmelzen der Zunge durch Meerwasser sowie der Abbruch von Eis durch Gezeitenkräfte hatten den Gletscher wahrscheinlich besonders anfällig gegenüber der Klimaerwärmung gemacht. Der Rückgang der Gletscherzunge hat die Stephenson-Lagune entstehen lassen.